# Kampajärvi
Kampajärvi eller Tshohomjärvi är en sjö i Finland. Den ligger i kommunen Enare i landskapet Lappland, i den norra delen av landet, 1 000 km norr om huvudstaden Helsingfors. Kampajärvi ligger 236,9 meter över havet. Arean är 78,5 hektar och strandlinjen är 7,26 kilometer lång. Sjön  ingår i Pasvik älvs huvudavrinningsområde.   Den sträcker sig 0,8 kilometer i nord-sydlig riktning, och 1,7 kilometer i öst-västlig riktning. Kampajärvi ligger i nordöstligaste delen av Tsarmitunturi ödemarksområde.